# Dębnica (Kielno)
Dębnica – część wsi Kielno w Polsce położona w województwie pomorskim, w powiecie wejherowskim, w gminie Szemud
W latach 1975–1998 Dębnica administracyjnie należała do województwa gdańskiego.